# Raza Jaffrey
Raza Jaffrey (* 28. května 1973, Liverpool, Anglie, Spojené království) je britský herec a zpěvák.

## Životopis
Narodil se v Liverpoolu v Anglii jako syn indického námořního kapitána z Ágry a bělošské anglické matky z Liverpoolu. Vyrůstal v Londýně a učil se na Dulwich College (1986–1991), spolu se svým kolegou ze seriálu MI5, hercem Rupertem Penry-Jonesem (1982–1989). Na Manchesterské univerzitě studoval drama a angličtinu a na Bristol Old Vic Theatre School studoval herectví.
Původně se chtěl stát pilotem a po odchodu z Manchesterské univerzity se měl připojit k Royal Air Force. Na univerzitě se ale začal objevovat v mnoha divadelních hrách na The Edinburgh Fringe Festival, včetně The London Vertigo od Briana Friela a na The Pendley Open Air Shakespeare Festival se objevil například ve hrách Jindřich VIII. a Komedie omylů. Během svých posledních let na univerzitě pracoval s Gregorym Doranem, pomocným režisérem Royal Shakespeare Company, což Jaffrey označil jako jednu z věcí, která ho vedla k podání přihlášky na Bristol Old Vic Theatre School a nakonec i stát se profesionálním hercem. Během jeho pobytu v Manchesteru byl také hlavní zpěvák jazzové a funkové hudební skupiny.

## Osobní život
Oženil se za svou kolegyni ze seriálu MI5, herečkou Mirandou Raison v září 2007, krátce poté, co opustil seriál. Od listopadu 2009 žijí odděleně.
Na konci roku 2011 začal chodil s hereckou Larou Pulver a dvojice se vzala dne 27. prosince 2014. V roce 2017 se jim narodil syn.

## Filmografie

### Film
| Rok  | Název                  | Role           | Poznámky |
| ---- | ---------------------- | -------------- | -------- |
| 2006 | Nekonečná spravedlnost | Kamal Khan     |          |
| 2007 | Východní přísliby      | doktor Aziz    |          |
| 2008 | The Crew               | Keith Thompson |          |
| 2009 | Harry Brown            | otec Bracken   |          |
| 2010 | Sex ve městě 2         | Gaurau         |          |
| 2016 | Noc v poušti           | Jake Al-Shadi  |          |
| 2019 | Cliffs of Freedom      | Sunal Demir    |          |
| 2020 | The Rhytm Section      | Proctor        |          |
| —    | Sweet Girl             | Shah           |          |

### Televize
| Rok       | Název pořadu                              | Role                    | Poznámky                  |
| --------- | ----------------------------------------- | ----------------------- | ------------------------- |
| 1998      | Picking up the Pieces                     | Frank                   | díl 1.8                   |
| 1999      | EastEnders                                | pan Datani              | 1 díl                     |
| 2002      | Casualty                                  | Hakkan Tahsin           | díl: „Denial“             |
| 2004      | Špinavá válka                             | Rashid Dhar             |                           |
| 2004-2007 | MI5                                       | Zafar Younis            | 22 dílů                   |
| 2005      | Murder Investigation Team                 | Kareem Dobar            | díl: „Phone Tag“          |
| 2005      | Life Isn't All Ha Ha Hee Hee              | Krishan                 | 3 díly                    |
| 2008      | Richard Sharpe - Indické dobrodružství    | Lance Naik Singh        |                           |
| 2008-2009 | Mistresses                                | Hari                    | 12 dílů                   |
| 2011      | Mstitel Cape                              | Cain / Raimonde LeFleur | díl: „Tarot“              |
| 2012      | Smash                                     | Dev Sundaram            | hlavní role, 15 dílů      |
| 2013      | Gothica                                   | John Harker             | TV film                   |
| 2014      | Smrt v ráji                               | Adam Frost              | díl: „Ye of Little Faith“ |
| 2014      | Once Upon a Time in Wonderland            | Taj                     | 3 díly                    |
| 2014      | Zákon a pořádek: Útvar pro zvláštní oběti | A.D.A.                  | díl: „Jarní míza“         |
| 2014      | Ve jménu vlasti                           | Aasar Khan              | 7 dílů                    |
| 2014–2015 | Jak prosté                                | Andrew Paek             | 4 díly                    |
| 2015–2016 | Code Black                                | Dr. Neal Hudson         | 18 dílů                   |
| 2017      | Čas na dobrodružství                      | Danny (hlas)            | díl: „Ring of Fire“       |
| 2018–2019 | Ztraceni ve vesmíru                       | Victor Dhar             | 8 dílů                    |
| 2019      | One Red Nose Day and a Wedding            | Anthony                 | TV speciál                |
| 2019      | The Enemy Within                          | FBI agent Ali Ziai      | 13 dílů                   |